# Paul Pott

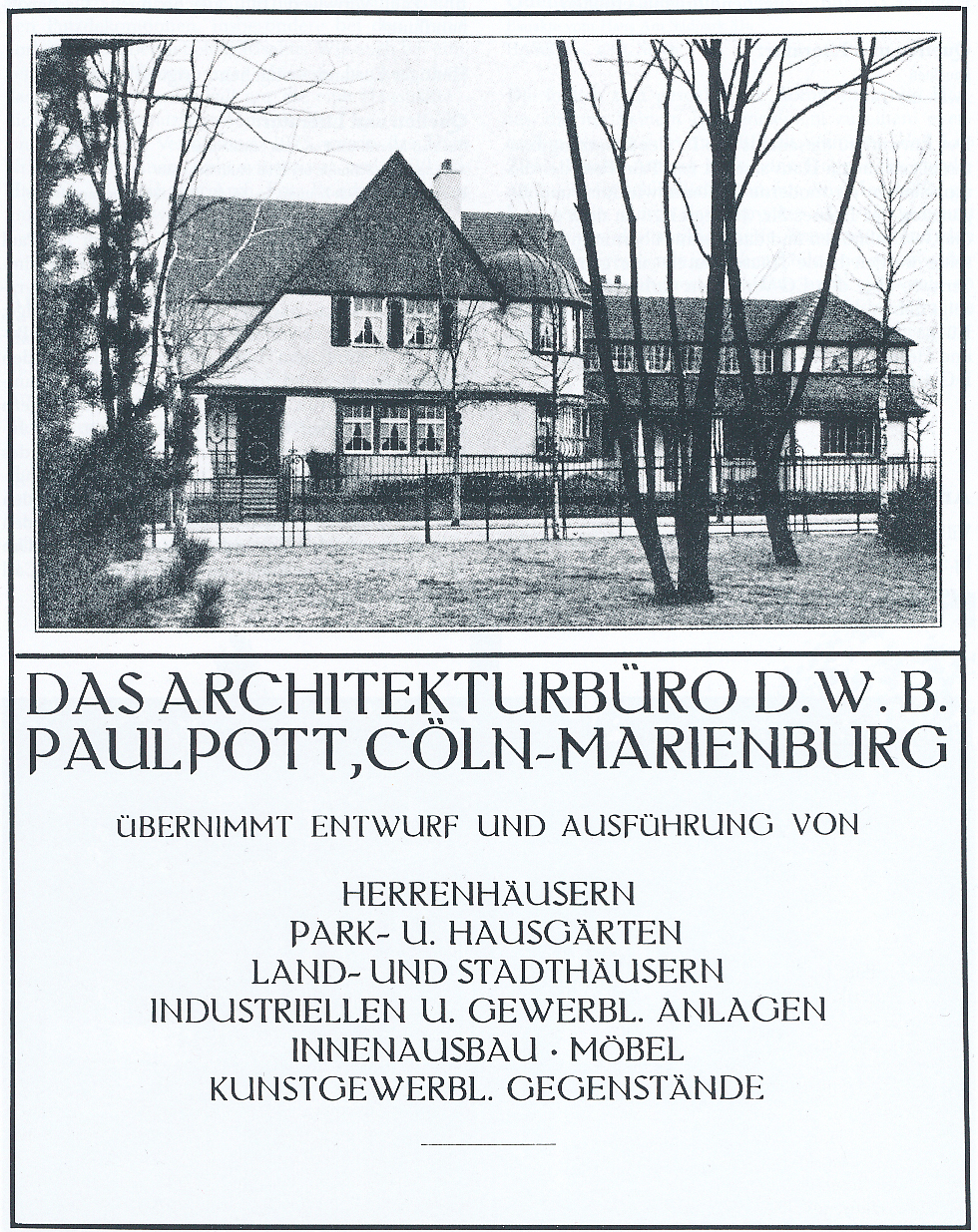
Werbeanzeige Paul Potts aus 1913 mit seiner eigenen Villa Am Südpark 35

Paul Amandus Pott (* 17. Juni 1882 in Köln; † 31. Januar 1966 in Köln-Marienburg) war ein deutscher Architekt.

## Leben
Paul Pott war der Sohn des Kölner Architekten Jean Vincenz Pott (* 7. Oktober 1853 in Köln; † 30. Oktober 1910 ebenda) und der Babette, geb. Krahn. Nach dem Abschluss an der Oberrealschule in der Kölner Humboldtstraße besuchte er zunächst die Baugewerkschule seiner Heimatstadt,:917 die er mit Ablegung der Prüfung zum Wintersemester 1901 verließ. In der Folge wechselte er an die TH München, wo insbesondere Carl Hocheder einer seiner Professoren war. Dort lernte er auch Paul Schultze-Naumburg kennen, der ihn sowohl theoretisch als auch in seinem Werk besonders nachhaltig beeinflusste. Nach Köln zurückgekehrt, sollte der, in dem Villenvorort Marienburg lebende amerikanische Zahnarzt Hervey Cotton Merrill (1862–1953), eine weitere Schlüsselrolle in seinem Leben einnehmen. Merrill führte den jungen Paul Pott in die einflussreiche Marienburger Gesellschaft ein und protegierte ihn. Auf dessen Anregung begab sich Pott auch nach England, um dort die neuesten Strömungen des Landhausbaues zu studieren und sich zugleich „für dessen anglo-amerikanische Variante zu interessieren“. Unter Merrills Führung avancierte Paul Pott während der Jahre 1908 bis 1914/1915 zu dem wichtigsten Architekten der Villenkolonie Köln-Marienburg.:917 In dieser Zeit heiratete er in Köln am 19. Oktober 1912 Elisabeth Francis Helen genannt Elsie Francis Merrill (* 26. März 1889 in Köln), eine Tochter seines Mentors. Die Ehe wurde am 2. März 1930 vor dem Landgericht Köln geschieden. Zugleich wurde er Mitglied der Vereinigung für Kunst in Handel und Gewerbe Köln und des Deutschen Werkbundes. Mit der beruflichen Selbstständigkeit seines neun Jahre jüngeren Schwagers Theodor Merrill fielen die Großaufträge für Villen jedoch nach 1914/1915 zunehmend an diesen. 1928 gehörte Pott zu den Gründern des »Blocks Kölner Baukünstler«. Seit den späten 1930er-Jahren und auch in den Kriegsjahren führte Pott Planungsaufträge für die Buderus-Werke aus. Nach Kriegsende war er 1950/1951, und in Gemeinschaft mit Gottfried Böhm – mit dessen Vater Dominikus Böhm er befreundet war – mit der Ausarbeitung zahlreicher Wohnhausbauten für die englische Besatzung befasst. Der Wiederaufbau der Alten Universität (heute Fachhochschule Köln) von 1955 bis 1958 war seine letzte große Bauaufgabe.:917

„In weiten Bereichen nahezu flächendeckend erhielt Marienburg sein englisches/anglo-amerikanisches Gepräge aber erst, als Dr. Merrill für seine Tochter Elsie Francis den richtigen Ehemann gefunden hatte, den aus einer angesehenen Architekten- und Immobilienmakler-Familie stammenden Architekten Paul Pott. Es ist erstaunlich, wie dieser äußerst kunstsinnige, auch im Deutschen Werkbund engagierte junge Architekt die durch Reisen und Fachliteratur geförderten Anregungen seines Schwiegervaters in beste englische Architektur umzusetzen verstand. … Glanzstücke seines Könnens finden sich in der Parkstraße, wo die 1914/15 erbaute Villa DuMont als weit verzweigte, von mehreren anderen Pott-Villen umgebene Anlage auf sich aufmerksam macht, in der Leyboldstraße, wo die heute vom belgischen Militär genutzte, 1912/13 errichtete Villa Ahn einen ganzen Straßenabschnitt beherrscht, in dem Bereich Pferdmengesstraße/Leyboldstraße/Robert-Heuser-Straße, wo Paul Pott ein großes, allein von ihm gestaltetes Terrain mit seinem Lieblingswerk, der 1912/13 gebauten Villa Deichmann (heute Dr. Bscher) abschloss, oder in der Lindenallee, wo die 1914/15 errichtete Villa Dr. Clouth (heute Freiherr von Oppenheim) den für Marienburg wichtigen englischen Akzent setzt.“

„Gerade in den wirtschaftlich florierenden Jahren vor dem Ersten Weltkrieg erfüllte Paul Pott in mannigfachen Variationen Träume von englischer Architektur, die im Mutterland dieser Baukunst nicht besser hätten realisiert werden können.“

Zahlreiche der von Paul Pott entworfenen und teilweise auch in Eigenregie ausgeführten Bauvorhaben sind erhalten und stehen unter Denkmalschutz. Neben den bereits genannten Mitgliedschaften gehörte er auch über lange Jahre dem BDA an.

## Werk

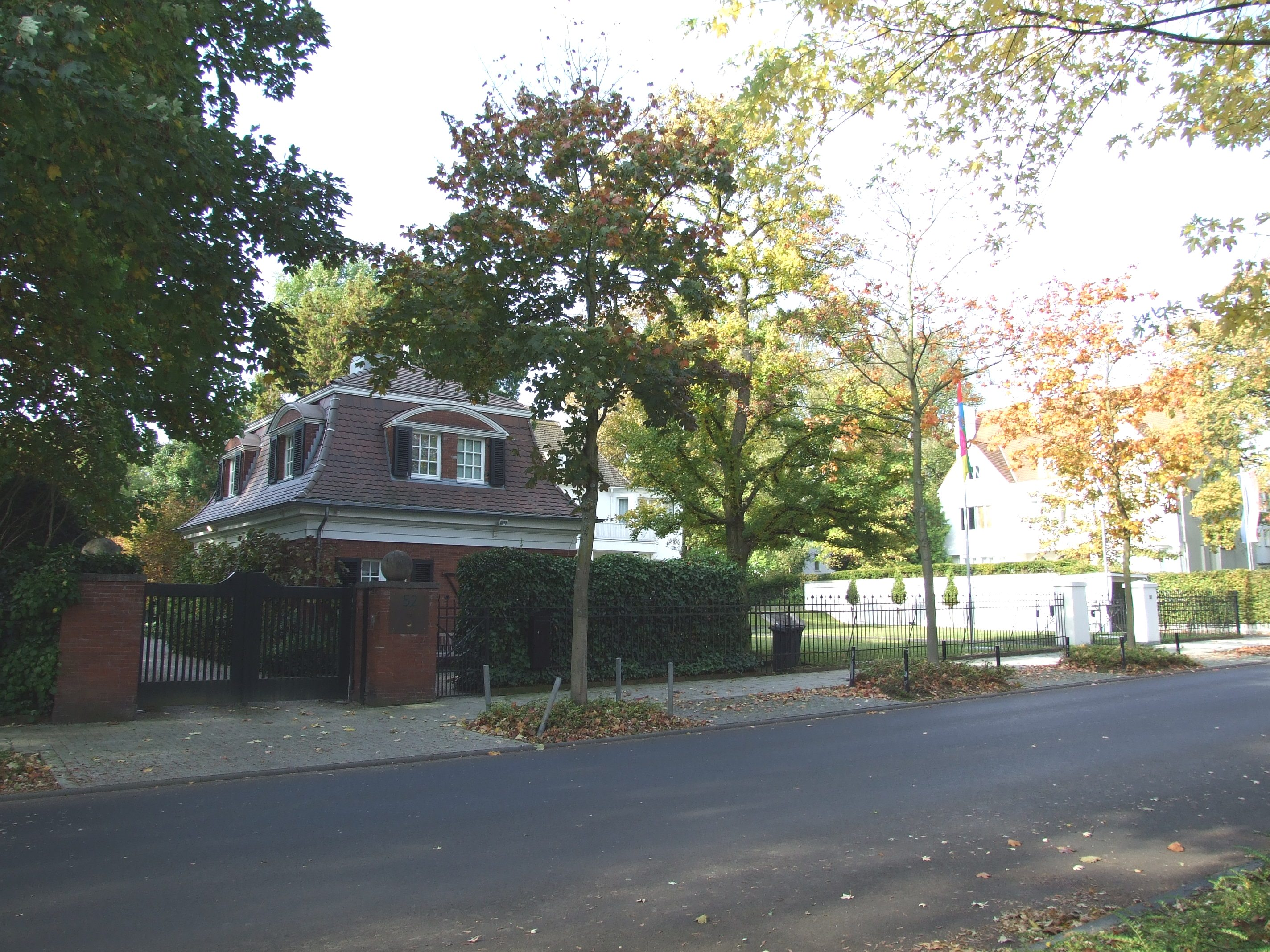
Marienburg, Pferdmengesstr. 52: Remise, 2009
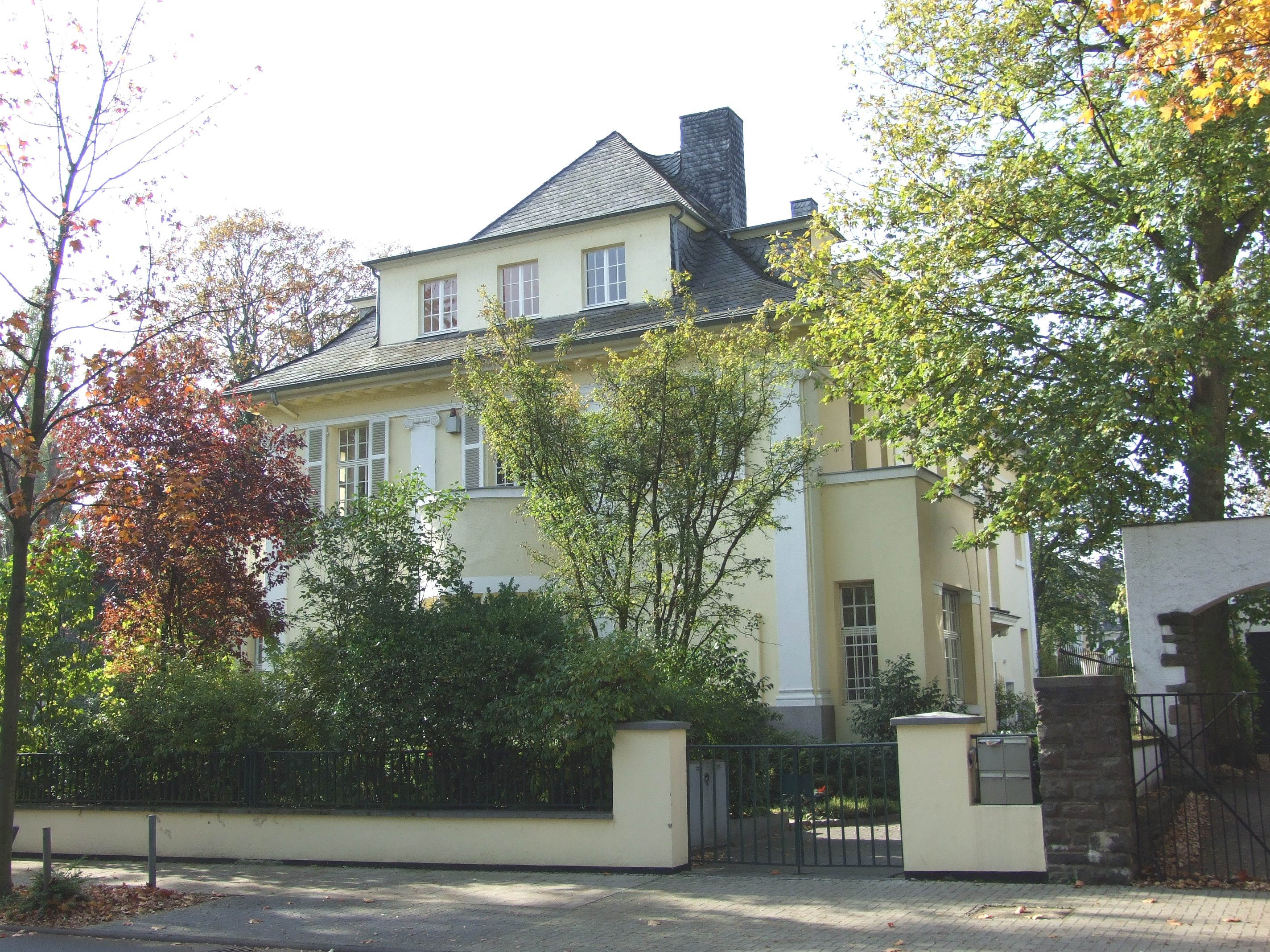
Marienburg, Pferdmengesstr. 36 von Südosten, 2009
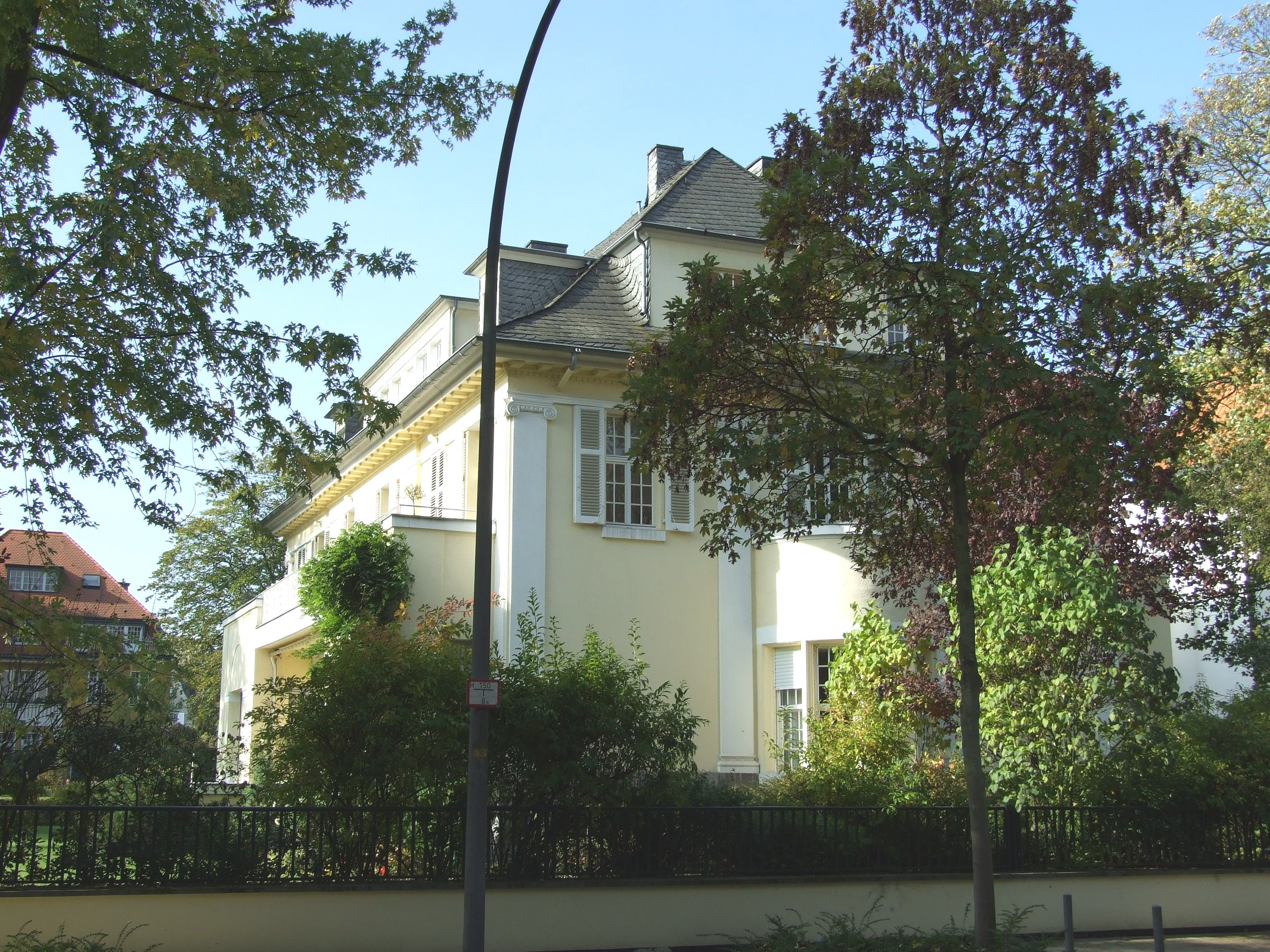
Marienburg, Pferdmengesstr. 36 von Nordosten, 2009
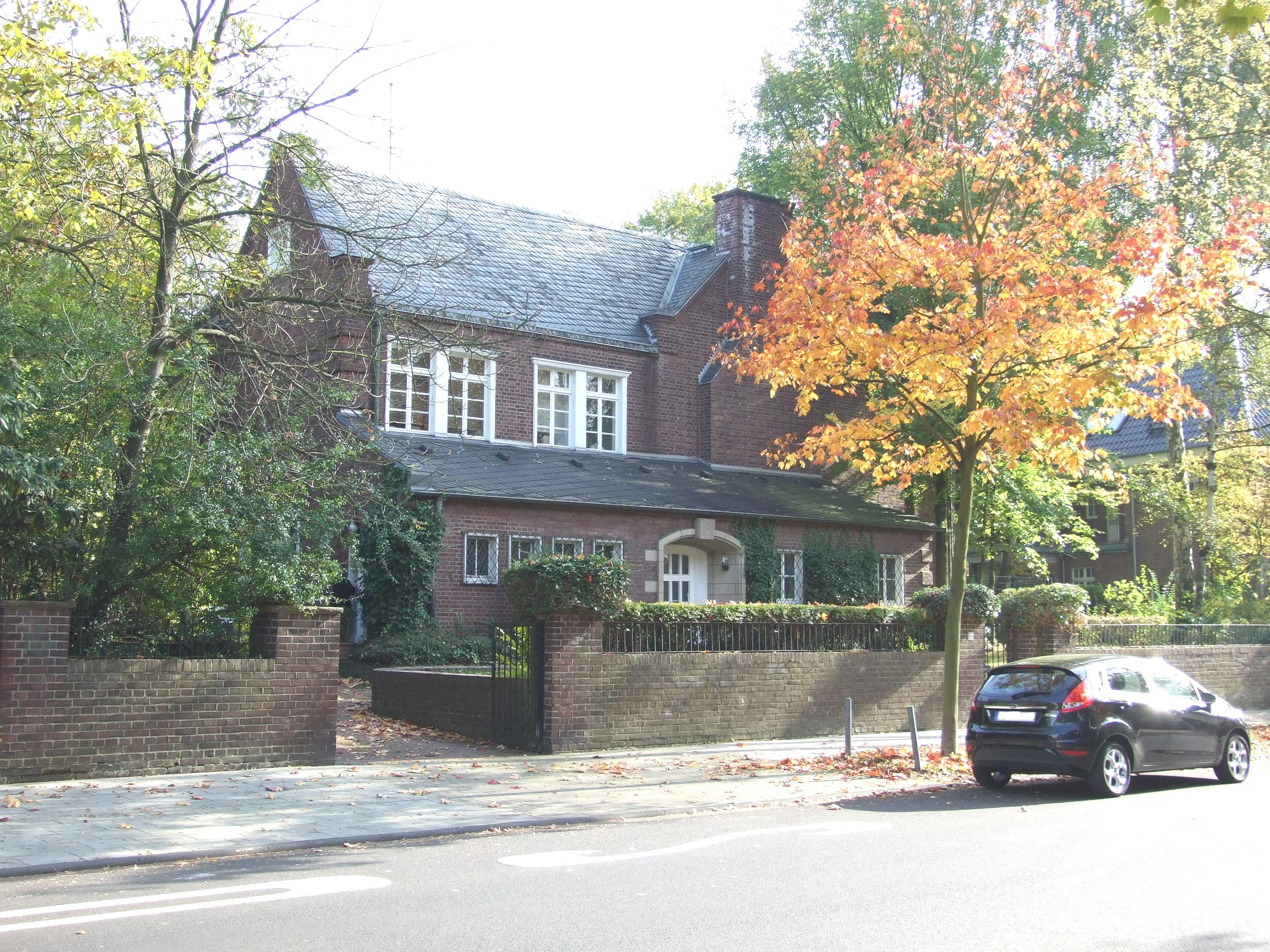
Marienburg, Pferdmengesstr. 23, 2009

### Bauten in Köln
- 1908–1909: Marienburg, Pferdmengesstr. 44, Haus Dr. H.C. Merrill[3]:647f
- 1908–1909: Marienburg, Pferdmengesstr. 50, Haus Zahnarzt Dr. Hugo Fischer[3]:648–650
- 1908–1910: Marienburg, Pferdmengesstr. 40–42, Haus Fabrikant Fritz Vorster[3]:645
- 1909–1910: Marienburg, Lindenallee 17, Haus Dr. H.C. Merrill[3]:390f
- 1910–1911: Marienburg, Pferdmengesstr. 52, Haus Bankier Arthur Deichmann[3]:650–655[6]:58–61
- 1910–1911: Marienburg, Robert-Heuser-Str. 17, Haus Fabrikant Fritz Vorster[3]:668–670
- um 1911:–9 Marienburg, Heinrich-Lübke-Ufer 16–18, Café-Restaurant Rheinterrasse mit Tennisplatz im Auftrag von H.C. Merrill[3]:307f
- 1911–1912: Marienburg, Am Südpark 35, Villa mit Bürotrakt für Paul Pott und H.C. Merrill[3]:26–28
- 1911–1912: Marienburg, Robert-Heuser-Str. 24, Haus des Tabakfabrikanten Hugo Minderop[3]:676–678
- 1912–1913: Marienburg, Marienburger Str. 9, Umbau für den Kaufhausbesitzer Rudolf Cords[3]:453–455
- 1912–1913: Lindenthal, Haydnstr. 11, Haus Prof. Dr. Zinsser[3]:918
- 1912–1913: Marienburg, Leyboldstr. 42–44, Haus des Verlegers Albert Ahn[3]:340–345[6]:63–72
- 1913–1914: Marienburg, Pferdmengesstr. 36, Haus des Großhändlers Carl Ruben[3]:643–645
- 1913–1914: Marienburg, Parkstr. 10, Villa Rechtsanwalt Dr. Selmar Auerbach[3]:603–605[6]:131, 133
- 1913–1914: Rodenkirchen, Uferstr. 28, Halbvilla Rechtsanwalt Dr. Otto Levinger[3]:918[7]:27
- 1913–1914: Rodenkirchen, Uferstr. 27, Halbvilla Rechtsanwalt Adolf Alsberg[7]:27
- 1913–1914: Marienburg, Parkstr. 5, Haus Verleger Josef Neven DuMont[3]:566–570
- 1914:–9999 Deutz, Werkbundausstellung, »Koloniales Gehöft« und Eßzimmer in der Haupthalle[3]:918
- 1914–1915: Marienburg, Lindenallee 47, Villa Fabrikant Dr. Max Clouth[3]:410–415[6]:72f
- 1914–1915: Marienburg, Parkstr. 8, Villa Fabrikant Wilhelm Auerbach[3]:602f
- 1920:–9999 Bayenthal, Schönhauser Str. 12. Lagergebäude[3]:918
- 1920:–9999 Lindenthal, Weyerthal 90, Gartenhaus[3]:918
- 1920–1921: Riehl, Am Botanischen Garten, Besatzungsbauten[3]:918
- 1920–1921: Höhenberg, Germaniasiedlung, Siedlungshäuser[3]:918
- 1921–1923: Marienburg, Pferdmengesstr. 23, Villa Fabrikant Hermann Hertz[3]:625f
- 1921–1923: Marienburg, Lindenallee 55 (mit Ludwig Paffendorf), Villa Generaldirektor (4711) Arthur Schütte[3]:426
- 1922–1923: Marienburg, Robert-Heuser-Str. 15, Villa Gustav Bredt (Vorstand Pfeifer & Langen AG)[3]:667f
- 1922–1924: Marienburg, Am Südpark 5, Haus Erich Eliel[3]:7–9
- 1923–1924: Marienburg, Bayenthalgürtel 25, Haus Schifffahrtdirektor Dr. Walter Hempel[3]:124f[6]:76f
- 1924:–9999 Marienburg, Germanicusstr. 4, Haus Witwe Fritz Vorster, Hermine[3]:208f
- 1924:–9999 Marienburg, Lindenallee 47, Erweiterung der Villa Dr. Max Clouth[3]:411
- 1924:–9999 Marienburg, Parkstr. 2, Villa Generaldirektor Dr. h. c. Franz Ott[3]:600f
- 1924:–9999 Bayenthal, Oberländer Ufer 54/56, Doppelhaus Horn[3]:918
- um 1924:–9 Marienburg, Schillingsrotter Weg 2, Clubhaus des Kölner Golf-Clubs e. V.[3]:698–700
- um 1924–9: Altstadt-Süd, Malzbüchel 6–8, Ofenhaus Leisten[3]:918
- 1924–1925: Marienburg, Parkstr. 20 Villa Willy Bleissem (Bildhauer: Willy Meller, Kunstmaler: Josef Mangold und Heinrich Kron)[3]:606–611[6]:73–76
- 1925:–9999 Bayenthal, Hermann-Löns-Straße, Einfamilienhäuser[3]:918
- 1925–1926: Altstadt, Brückenkopf-Wettbewerb zur Deutzer Brücke (mit Willi Kleinertz)[3]:918
- 1925–1926: Bickendorf, Wettbewerb katholische Kirche (mit W. Kleinertz)[3]:919
- 1925–1926: Marienburg, Kastanienallee 29, Villa Witwe Julius van der Zypen[3]:323
- 1926:–9999 Bayenthal, Gustav-Heinemann-Ufer 70, Haus Kleefisch[3]:919
- 1926:–9999 Marienburg, Goethestr. 57, Garage[3]:228
- 1926:–9999 Bayenthal, Schillerstr. 99, Umbau[3]:919
- 1926:–9999 Bayenthal, Bernhardstr. 155, Umbau[3]:919
- 1926:–9999 Mülheim, Ackerstr. 24, Wohn- und Geschäftshaus Varnhagen[3]:919
- um 1926:–9 Altstadt-Nord, Frankenwerft, Empfangsgebäude der Köln–Düsseldorfer Dampfschifffahrtsgesellschaft[3]:919
- um 1926:–9 Neustadt-Nord, Hansaring 97, Ausstellungsräume der Firma Wolfferts im Hansahochhaus[3]:919
- um 1926:–9 Lindenthal, Haydnstr. 7–9, Haus Prof. Dr. Zinsser (II)[3]:919
- um 1926:–9 Salubra-Haus, Vorführungsraum[3]:919
- 1927:–9999 Zollstock, Wettbewerb evangelische Kirche, 1. Preis[3]:919
- 1927:–9999 Mülheim, Wettbewerb Mülheimer Brücke[3]:919
- 1927:–9999 Buchheim, Frankfurter Straße, Mehrfamilienhäuser[3]:919
- 1927–1928: Marienburg, Am Südpark 35, Umbau und Garagenanbau, Privathaus Paul Pott[3]:28
- 1927–1928: Hahnwald, Bonner Landstraße (Haus Hevea), Landhaus Dr. Max Clouth[7]:132f
- 1928:–9999 Altstadt-Süd, Ulrichgasse, Turnhalle und Werkstätten der Berufsschule[3]:919
- um 1928:–9 Dellbrück, Diepeschrather Straße, Siedlung der Kriegerheimstätten-Baugenossenschaft[3]:919
- 1928–1929: Buchforst, Heidelberger Straße / Besselstraße / Bunsenstraße, Siedlungsbauten mit Theodor Merrill[3]:919
- 1928–1929: Bayenthal, Schönhauser Str. 2–4[3]:919
- 1929:–9999 Marienburg, Remagener Str. 3, Umbau der von Theodor Merrill entworfenen Halbvilla[3]:656f
- 1929:–9999 Braunsfeld, Am Morsdorfer Hof 29[3]:919
- 1929–1930: Höhenhaus, Berliner Straße u. a., Siedlung Neurath (mit A. Haug und anderen)[3]:919
- 1930:–9999 Marienburg, Kastanienallee 27, Abbruchantrag und Bebauungsplanung[3]:321
- 1930:–9999 Marienburg, Unter den Ulmen 43, Garage zu der von Theodor Merrill entworfenen Villa der Rentnerin Olga de Greiff[3]:730
- 1933–1934: Marienburg, Kastanienallee 19, Villa Kaufmann Dr. Ernst Walter Heintz[3]:320
- 1934:–9999 Marienburg, Marienburger Str. 50, Umbau der Villa Lohmer[3]:512f
- 1934:–9999 Marienburg, Marienburger Str. 43, Umbau zu einem Mehrfamilienhaus[3]:194–196
- 1935:–9999 Mülheim, Wallstr. 4, Geschäftshaus der Rheinisch–Westfälischen Bodenkreditbank AG[3]:919
- 1935–1936: Kalk, Kalker Hauptstr. 142–148, Wohn- und Geschäftshäuser[3]:919
- 1936:–9999 Altstadt-Süd, Steinweg 7, Umbau[3]:919
- 1936:–9999 Marienburg, Kastanienallee 21, Abbruchantrag[3]:321
- 1936–1937: Neustadt-Süd, Vorgebirgstr. 18[3]:919
- 1937–1939: Braunsfeld, Am Morsdorfer Hof 9, Haus Brauereidirektor Jakob Immendorf[8]
- 1938:–9999 Marienburg, Lindenallee 70, Neugestaltung des Speisezimmers in der Villa von Felix Brenninkmeyer[3]:442f
- 1939–1940: Braunsfeld, Am Morsdorfer Hof 16, Haus Fabrikant Dr. Heinrich Bohlander[8]
- 1940–1941: Marienburg, Robert-Heuser-Str. 17, Umbau und Erweiterung der Villa[3]:668
- 1948–1949: Marienburg, Am Südpark 29, Wiederaufbau[3]:23
- 1950–1951: Marienburg, Am Südpark 31, Umbau[3]:24
- 1950–1951: Marienburg, Am Südpark 31a, Wiederaufbau (mit Gottfried Böhm, Entwurf Pott)[3]:24f
- 1950–1951: Marienburg, Bayenthalgürtel 33a (mit Gottfried Böhm, Entwurf Böhm)[3]:129
- 1950–1951: Marienburg, Pferdmengesstr. 22 (mit Gottfried Böhm, Entwurf Böhm)[3]:640
- 1950–1951: Marienburg, Pferdmengesstr. 24 (mit Gottfried Böhm, Entwurf Böhm)[3]:641
- 1950–1951: Marienburg, Kastanienallee 7 (mit Gottfried Böhm, Entwurf Pott)[3]:315–317
- 1953:–9999 Marienburg, Gustav-Heinemann-Ufer 132, Wiederaufbauplanung (nicht realisiert)[3]:294
- 1953–1954: Mülheim, Rhodiusstr. 20, Wiederaufbau[3]:919
- 1955–1959: Neustadt-Süd, Claudiusstraße, Wiederaufbau der Alten Universität[3]:XXV und 919

### Bauten außerhalb Kölns
- um 1909:–9 Ratzeburg, Haus Dr. Goecke[3]:919
- 1912–1914: Düren, Scharnhorststraße 75, Haus Schüll[3]:919
- um 1913:–9 Entwurf zu einem Herrenhaus in der Eifel[3]:919
- 1925:–9999 Dortmund, Kronprinzenstraße 67, Umbau und Erweiterung Villa Max Klönne[3]:919
- vor 1926:–9 Duisburg, Entwurf zur Zeche Diergardt[3]:919
- vor 1926:–9 Kronweiler an der Nahe, Gutshof Fischerhof[3]:919
- vor 1929:–9 Landhaus in W.[3]:919
- um 1935:–9 Düren, Villa Schöller[3]:920
- um 1939–1940: Ungarn, größeres Bauprojekt[3]:920
- 1949:–9999 Wolzhausen, Jagdhaus Dr. Heinz Becker[3]:920
- 1955:–9999 Wuppertal, August-Jung-Weg 8, Haus Schmidt[3]:920